# 劉佩玥
劉佩玥（英語：Moon Lau Pui Yuet，1989年9月9日—），香港女演員及電視節目主持人，《2013年度香港小姐競選》季軍，現為無綫電視經理人合約藝員，2022年憑《美麗戰場》「李靜兒」一角在《萬千星輝頒獎典禮2022》獲得「馬來西亞最喜愛TVB女主角」獎。

## 背景

### 早年生活
劉佩玥於香港土生土長，家中有一弟，一家四口居於沙田，其母親林嬌曾參加《1985年度香港小姐競選》。早年就讀浸信會呂明才小學、浸信會呂明才中學，在學時曾參加博美出版社「無界限好小說」創作大賽並憑作品《天方夜譚：再見是天意》獲得中學組冠軍；2011年畢業於香港浸會大學電影學院傳理學社會科學學士（榮譽）課程，主修電影電視，畢業作品為《167殺手》 。在大學期間，劉佩玥獲施念慈等人賞識，加入其模特兒公司「Jacso」當模特兒兩年，亦曾當過空中服務員。

### 參加選美
劉佩玥在2013年5月報名該年度《香港小姐競選》，其後順利通過兩輪面試，取得準決賽席位，並抽到6號佳麗編號，其亦為2013年身高174公分最高的港姐參選人。她在訓練期間曾到台北拍攝外景，並到訪猴硐貓村及師大夜市等地。2013年8月25日準決賽當晚，劉佩玥憑家庭觀眾的29,835票成為第五名晉身決賽的佳麗。2013年9月1日決賽當晚，她分別在觀眾投票和大會評判獲得同屬第三高的12.12分（64,871票）、15.39分及總成績27.52分成為該年度香港小姐季軍，同年代表香港遠赴東京參加《國際小姐競選》。

### 演藝發展
劉佩玥在入行初期的工作以主持為主，曾先後成為《安樂蝸》、《激優一族》及《Y Angle》固定主持。2014年6月，她首次參演無綫電視劇集《四個女仔三個Bar》。此劇在2015年初播出，她在劇中飾演見習事務律師「曾可欣（Holly）」。
2016年，劉佩玥在無綫電視劇集《一屋老友記》飾演「呂星晨（女神）」一角，並與同劇演員張彥博合唱插曲《你認真嗎？》。同年8月，她在無綫電視武打劇集《城寨英雄》飾演義學老師「柯德莉（Audrey）」。其後，她在無綫電視台慶劇《幕後玩家》飾演男主角黃宗澤的情婦「葉燁（Emma）」，並因此被稱為「最強小三」。劉佩玥在新加坡舉行的《星和無綫電視大獎2016》中獲得「TVB最佳新人」獎，以及在馬來西亞舉行的《TVB 馬來西亞星光薈萃頒獎典禮2016》獲得「最喜愛TVB飛躍進步女藝員」獎，並憑《城寨英雄》入圍「最喜愛TVB女配角」最後三強。此外，她在《萬千星輝頒獎典禮2016》首度入圍「飛躍進步女藝員」，並憑《幕後玩家》首度入圍「最佳女配角」。
2017年，劉佩玥在無綫電視台慶劇《降魔的》飾演怕鬼的靈異節目主持「貝貝娜（啤啤）」，演出備受好評，並憑此角在《萬千星輝頒獎典禮2017》首度入圍「最受歡迎電視女角色」。另外，她亦憑此角獲得《2017香港電視大獎》「女配角獎（劇集）」及《觀眾在民間電視大獎2017》「民選飛躍進步女藝員」獎。同年，她參演無綫電視劇集《跳躍生命線》。2018年，劉佩玥在無綫電視台慶劇《跳躍生命線》首次擔任女主角，並憑此劇在《萬千星輝頒獎典禮2018》首度入圍「最佳女主角」、「新加坡最喜愛TVB女主角」及「馬來西亞最喜愛TVB女主角」。同年，她首度自資推出個人寫真集《我的微笑之道》，因為她希望在30歲前出一本書，在今次書展完成的心願，更希望可以感染到年輕人，以生命感染生命。
2020年，劉佩玥在無綫電視奇幻劇《降魔的2.0》再度飾演「貝貝娜（啤啤）」一角，並憑此劇在《萬千星輝頒獎典禮2020》入圍「飛躍進步女藝員」最後五強。2021年，她在無綫電視時裝警匪劇《逆天奇案》與張頴康合演的反派夫婦受到網民注目。同年憑無綫電視台慶劇《換命真相》入圍《萬千星輝頒獎典禮2021》「最佳女配角」最後五強。
2022年，劉佩玥在無綫電視台慶劇《美麗戰場》飾演「李靜兒」一角，並憑此角在《萬千星輝頒獎典禮2022》獲得「馬來西亞最喜愛TVB女主角」獎，並入圍「最佳女主角」最後十強，以及在「最受歡迎電視女角色」、「最受歡迎電視拍檔」（與林盛斌）及「飛躍進步女藝員」均入圍最後五強。
2023年，劉佩玥於無綫電視劇集《隱形戰隊》飾演「杜小婕」一角，演出受到注目。她憑此劇在《萬千星輝頒獎典禮2023》於「最佳女配角」入圍最後五強；同時憑《隱門》「鄧希宜」一角入圍「最佳女配角」最後十強。
另外，劉佩玥近年是無綫電視監製黃偉聲、陳維冠、文偉鴻及方駿釗的常用演員，入行以來演正派角色為主，卻從未參演過古裝劇。

## 演出作品

### 電視劇
| 首播     | 劇名            | 角色                              |
| 無綫電視 |                 |                                   |
| 2015年   | 四個女仔三個BAR | 曾可欣（Holly）                   |
| 2015年   | 潮拜武當        | 瑚三妹（第13、17集）              |
| 2015年   | 實習天使        | 鄧勵幀（貞子、Abby）              |
| 2016年   | EU超時任務      | 賀小美                            |
| 2016年   | 殭              | 羅穎兒（Rosa、兒姐姐）            |
| 2016年   | 一屋老友記      | 呂星晨（女神、星晨姐姐）          |
| 2016年   | 城寨英雄        | 柯德莉（Audrey、Miss屙殊殊）      |
| 2016年   | 幕後玩家        | 葉燁（Emma）                      |
| 2017年   | 降魔的          | 貝貝娜（啤啤、Bella）             |
| 2017年   | 誇世代          | 麻煩客（第15集）                  |
| 2018年   | 跳躍生命線      | 章可祈（祈祈、祈姐、Tanya）       |
| 2018年   | 救妻同學會      | 趙卓穎（阿蕉、Jill）／林家榆      |
| 2019年   | 十二傳說        | 黃玉（大舊玉、Topaz）             |
| 2020年   | 降魔的2.0       | 貝貝娜（啤啤、Bella）             |
| 2020年   | 堅離地愛堅離地  | 張萊（Moment）                    |
| 2021年   | 陀槍師姐2021    | 警員穎（第1集）                   |
| 2021年   | 逆天奇案        | 尤麗（Rachel）／夏悠麗            |
| 2021年   | 七公主          | 卓美雅（Maya）                    |
| 2021年   | 把關者們        | 方晴朗                            |
| 2021年   | 換命真相        | 楊紫山（Purple）                  |
| 2021年   | 十月初五的月光  | 信女友（第20集）                  |
| 2022年   | 鐵拳英雄        | 步青心（第30集）                  |
| 2022年   | 美麗戰場        | 李靜兒（Joey）                    |
| 2022年   | 超能使者        | 丁淑敏                            |
| 2023年   | 隱形戰隊        | 杜小婕（Shadow）                  |
| 2023年   | 法言人          | 鄭千玉（Carol）（第1集）          |
| 2023年   | 隱門            | 鄧希宜（Hailey）                  |
| 2024年   | 逆天奇案2       | 夏悠倩                            |
| 2025年   | 奪命提示        | 姜曦文 （小姜）（姜長官）/ 趙笑媚 |
| 2025年   | 執法者們        | 徐思思                            |
| 2025年   | 俠醫            | 沈綺婷                            |
| 未播映   | 非份之罪        | 卓依婷                            |
| 未播映   | 巨塔之后        | 文以珈                            |

### 主持節目
| 年份            | 節目名                         | 備註                                                                                                   |
| 無綫電視        |                                | |
| 2013年 - 2015年 | 安樂蝸                         | 連同狄易達、林穎彤、楊斯雅、容天佑和王卓淇合作擔任主持                                                 |
| 2014年 - 2015年 | 激優一族                       | 連同周奕瑋、何廣沛、譚嘉儀和陳潔玲合作擔任主持                                                         |
| 2015年          | Y Angle                        | 連同周奕瑋、何廣沛、譚嘉儀、陳潔玲、譚永浩、司徒瑞祈和余德丞合作擔任主持                               |
| 2016年          | 今日VIP                        | 第151集 連同陳展鵬、胡定欣和袁偉豪合作擔任主持                                                         |
| 2016年          | 兄弟幫                         | 第1657-1658集：城寨真功夫（上集及下集） 連同胡定欣、王君馨、陳展鵬、伍允龍、袁偉豪和林子善合作擔任主持 |
| 2016年          | 8個紀錄的誕生 大專紀實短片比賽 | 與陸浩明合作擔任主持                                                                                   |
| 2017年          | 星級超常任務                   | 連同胡定欣、黎諾懿、姚子羚和龔嘉欣合作擔任主持                                                         |
| 2017年          | 玩轉香港日與夜                 | 第8集 連同翟威廉和沈卓盈合作擔任主持                                                                   |
| 2018年          | 星級健康5                      | 第5-6集 與胡鴻鈞合作擔任主持                                                                           |
| 2018年          | 3日2夜                         | 第二輯 第31-33集 與陳瀅合作擔任主持                                                                    |
| 2019年          | 3日2夜                         | 第三輯 第31-33集 與黃美棋合作擔任主持                                                                  |
| 2019年          | 跨跨跨世代                     | 第3集 連同謝雪心和周筠浩合作擔任主持                                                                   |
| 2021年          | 解構心機女                     | 連同馮盈盈、江嘉敏、賴慰玲和戴祖儀合作擔任主持                                                         |

### 綜藝節目
| 首播     | 節目名          | 備註                                     |
| 無綫電視 |                 |                                          |
| 2017年   | 瘋狂夏水禮2017  | 固定演出                                 |
| 2018年   | 降魔的 捉妖遊戲 | 固定演出                                 |
| 2021年   | 開心大綜藝      | 我要上台慶環節（與朱晨麗聯同鄧佩儀合演） |

生活資訊節目
| 首播   | 劇名     | 角色              |
| 2017年 | 築·動·愛 | 方菲 《新紮兄弟》 |

### 電台訪問
- 2022年10月3日：商業電台《一圈圈》（連同葉念琛和蔣家旻）

## 音樂作品

### 合唱歌曲
| 年份   | 歌名                   | 備註                                                                                      |
| 2015年 | 大姐花旦歌舞團         | 合唱：女群星 《萬千星輝賀台慶2015》表演環節                                               |
| 2016年 | 你認真嗎？             | 合唱：張彥博 《一屋老友記》插曲                                                           |
| 2016年 | 乘風                   | 合唱：群星 Amazing Summer 主題曲                                                          |
| 2016年 | 智靚合唱團             | 合唱：女群星 《萬千星輝賀台慶2016》表演環節                                               |
| 2016年 | 一起向前               | 合唱：陳凱琳、王君馨、黃智雯 《TVB 馬來西亞星光薈萃頒獎典禮2016》表演環節                 |
| 2016年 | 那些年，我們的少年時代 | 合唱：張彥博、謝東閔、王梓軒、蔡思貝、謝文欣 《TVB 馬來西亞星光薈萃頒獎典禮2016》表演環節 |
| 2017年 | 50花旦歌舞表演         | 合唱：女群星 《萬千星輝賀台慶2017》表演環節                                               |
| 2019年 | 眉頭不再猛皺           | 合唱：姚子羚、黃智雯、湯洛雯、江嘉敏、陳煒 《香港唱好演唱會》表演環節                     |
| 2020年 | 原來有愛               | 合唱：譚嘉儀 《降魔的2.0》插曲，非派台版本                                                |
| 2021年 | 信者得愛               | 合唱：譚嘉儀 《流行經典50年》表演環節                                                     |

## 書籍

### 文字相集
| 日期          | 書名             | 國際標準書號       |
| TVB周刊       |                  |                    |
| 2018年7月18日 | 《我的微笑之道》 | ISBN 4893426002002 |

## 曾獲獎項及提名

### 萬千星輝頒獎典禮
| 年份   | 獎項                    | 劇集及角色                                                                  | 結果     |
| 2016年 | 飛躍進步女藝員          | 《實習天使》 《EU超時任務》 《殭》 《一屋老友記》 《城寨英雄》 《幕后玩家》 | 提名     |
| 2016年 | 最佳女配角              | 《幕后玩家》葉燁                                                            | 提名     |
| 2017年 | 最受歡迎電視女角色      | 《降魔的》貝貝娜                                                            | 提名     |
| 2018年 | 最受歡迎電視女角色      | 《救妻同學會》- 趙卓穎                                                      | 提名     |
| 2018年 | 最佳女主角              | 《跳躍生命線》章可祈                                                        | 提名     |
| 2018年 | 新加坡最喜歡TVB女主角   | 《跳躍生命線》章可祈                                                        | 提名     |
| 2018年 | 馬來西亞最喜歡TVB女主角 | 《跳躍生命線》章可祈                                                        | 提名     |
| 2019年 | 最佳女配角              | 《十二傳說》黃玉                                                            | 提名     |
| 2020年 | 最佳女配角              | 《降魔的2.0》貝貝娜                                                         | 提名     |
| 2020年 | 飛躍進步女藝員          | 《降魔的2.0》貝貝娜                                                         | 最後五強 |
| 2021年 | 飛躍進步女藝員          | 《逆天奇案》 《七公主》 《把關者們》 《換命真相》                           | 最後十強 |
| 2021年 | 最佳女配角              | 《逆天奇案》- 尤麗                                                          | 提名     |
| 2021年 | 最佳女配角              | 《換命真相》楊紫山                                                          | 最後五強 |
| 2021年 | 最受歡迎電視女角色      | 《逆天奇案》尤麗                                                            | 提名     |
| 2021年 | 最受歡迎電視女角色      | 《換命真相》楊紫山                                                          | 提名     |
| 2021年 | 最受歡迎電視搭檔        | 《逆天奇案》（與張頴康）                                                    | 提名     |
| 2022年 | 飛躍進步女藝員          | 《鐵拳英雄》 《美麗戰場》 《超能使者》                                      | 最後五強 |
| 2022年 | 最佳女主角              | 《美麗戰場》李靜兒                                                          | 最後十強 |
| 2022年 | 最受歡迎電視女角色      | 《美麗戰場》李靜兒                                                          | 最後五強 |
| 2022年 | 馬來西亞最喜愛TVB女主角 | 《美麗戰場》李靜兒                                                          | 獲獎     |
| 2022年 | 最受歡迎電視拍檔        | 《美麗戰場》（與陳瀅、陳曉華）                                              | 提名     |
| 2022年 | 最受歡迎電視拍檔        | 《美麗戰場》（與林盛斌）                                                    | 最後五強 |
| 2023年 | 最佳女主角              | 《隱形戰隊》杜小婕                                                          | 最後五強 |
| 2023年 | 大灣區最喜愛TVB女主角   | 《隱形戰隊》杜小婕                                                          | 最後五強 |
| 2023年 | 馬來西亞最喜愛TVB女主角 | 《隱形戰隊》杜小婕                                                          | 提名     |
| 2023年 | 最佳女配角              | 《隱門》鄧希宜                                                              | 最後十強 |
| 2024年 | 最佳女配角              | 《逆天奇案2》尤麗（夏悠麗）／夏悠倩                                         | 最後十強 |

### 香港小姐競選
| 年份   | 獎項                         | 結果 |
| 2013年 | 《2013年度香港小姐競選》季軍 | 獲獎 |

### 星和無綫電視大獎
| 年份   | 獎項                | 劇集及角色           | 結果 |
| 2016年 | TVB最佳新人         | 不適用               | 獲獎 |
| 2016年 | 我最愛TVB女配角     | 《城寨英雄》- 柯德莉 | 提名 |
| 2017年 | 我最愛TVB電視女角色 | 《幕後玩家》- 葉燁   | 提名 |

### TVB馬來西亞星光薈萃頒獎典禮
| 年份   | 獎項                     | 劇集及角色                                                                  | 結果     |
| 2016年 | 最喜愛TVB飛躍進步女藝員  | 《實習天使》 《EU超時任務》 《殭》 《一屋老友記》 《城寨英雄》 《幕後玩家》 | 獲獎     |
| 2016年 | 最喜愛TVB女配角          | 《城寨英雄》- 柯德莉                                                        | 最後三強 |
| 2016年 | 最喜愛TVB電視角色        | 《城寨英雄》- 柯德莉                                                        | 提名     |
| 2016年 | 最喜愛TVB螢幕情侶        | 《城寨英雄》（與伍允龍）                                                    | 提名     |
| 2016年 | 2016年紅爆網絡新鮮人大獎 | 不適用                                                                      | 提名     |

### YAHOO!搜尋人氣大獎
| 年份   | 獎項                             | 結果    |
| 2016年 | 人氣電視螢幕情侶（與伍允龍）     | 獲獎    |
| 2022年 | 熱搜本地男女藝人或組合           | 頭100位 |
| 2022年 | 人氣票后10強                       | 10強    |
| 2022年 | 人氣電視劇CP（連同陳瀅、陳曉華） | 獲獎    |

### 香港電視大獎
| 年份   | 獎項             | 劇集及角色         | 結果 |
| 2017年 | 女配角獎（劇集） | 《降魔的》- 貝貝娜 | 獲獎 |

### 觀眾在民間電視大奬
| 年份   | 獎項               | 劇集及角色                                        | 結果       |
| 2016年 | 民選飛躍進步女藝員 | 《城寨英雄》- 柯德莉                              | 得票第三名 |
| 2017年 | 民選最佳女配角     | 《降魔的》- 貝貝娜                                | 得票第二名 |
| 2017年 | 民選飛躍進步女藝員 | 《降魔的》- 貝貝娜                                | 獲獎       |
| 2018年 | 民選飛躍進步女藝員 | 《跳躍生命線》 《救妻同學會》 《3日2夜》          | 得票第三名 |
| 2021年 | 民選飛躍進步女藝員 | 《逆天奇案》 《七公主》 《把關者們》 《換命真相》 | 提名       |
| 2021年 | 民選最佳女配角     | 《逆天奇案》- 尤麗                                | 提名       |
| 2021年 | 民選最佳女配角     | 《換命真相》- 楊紫山                              | 提名       |
| 2022年 | 民選最佳女主角     | 《美麗戰場》- 李靜兒                              | 提名       |
| 2022年 | 民選飛躍進步女藝員 | 《鐵拳英雄》 《美麗戰場》 《超能使者》            | 提名       |
| 2022年 | 民選最佳戲劇拍檔   | 《美麗戰場》（與林盛斌）                          | 提名       |

### AEG 娛樂人氣王
| 年份   | 獎項                   | 劇集及角色                   | 結果 |
| 2022年 | 最佳CP組合（與林盛斌） | 《美麗戰場》- 徐富貴、李靜兒 | 獲獎 |

## 相關
- 2013年度香港小姐競選

## 外部連結
- 劉佩玥的Instagram帳戶
- 劉佩玥的新浪微博
- 劉佩玥Moon Lau的Facebook專頁
- 劉佩玥個人網站 MoonLau.net （页面存档备份，存于）
- 劉佩玥國際官方影迷會 （页面存档备份，存于）

| 前任： 朱千雪 | 香港小姐競選季軍 2013年 | 繼任： 何艳娟 |